# Daniel Bard
Daniel Paul Bard (Houston, 25 giugno 1985) è un giocatore di baseball statunitense, lanciatore di rilievo svincolato.
Dal 2009 al 2013 è stato lanciatore di rilievo per i Boston Red Sox.

## Carriera
Bard è stato selezionato originariamente dai New York Yankees nel 20º turno del draft MLB 2003, ma non ha firmato iscrivendosi all'Università della Carolina del Nord.
Con la nazionale statunitense ha vinto il campionato mondiale universitario 2004.
Scelto al primo turno (come 28ª scelta assoluta) del draft 2006 dai Boston Red Sox, ha debuttato nella Major League Baseball (MLB) il 13 maggio 2009, all'Angel Stadium di Anaheim contro i Los Angeles Angels of Anaheim. Dall'esordio fino a tutto il 2011 ha sempre ricoperto il ruolo di lanciatore di rilievo. Nella stagione 2012 è stato utilizzato anche come lanciatore partente.
Ha disputato la sua ultima partita di MLB il 27 aprile 2013 con i Red Sox, dopo di che non è più riuscito a risalire nella massima lega, militando in minor league con i Chicago Cubs dal 4 settembre 2013 a fine stagione, con i Texas Rangers dal 31 gennaio 2014 al 19 giugno, di nuovo con i Cubs dal 18 gennaio 2015 a fine stagione, da inizio stagione 2016 al 14 maggio con i Pittsburgh Pirates e con i St. Louis Cardinals dal 6 giugno al 18 maggio 2017, e infine con i New York Mets dall'11 giugno a fine stagione.
Il 4 gennaio 2018 ha annunciato il suo ritiro.
Nel febbraio del 2020, Bard annunciò di voler rientrare a giocare. Il 22 febbraio 2020, Bard firmò un contratto di minor league con i Colorado Rockies, che lo assegnarono agli Albuquerque Isotopes nella Tripla-A. Il 17 luglio 2020, venne inserito nella lista dei 40 giocatori. Il 25 luglio 2020, Bard giocò la sua prima partita in MLB dal 2013, lanciando per 1.1 inning senza concedere punti e gli venne attribuita la vittoria. L'11 agosto 2020, fece segnare una salvezza.